# 남성중학교 (충북)
남성중학교(南城中學校)는 대한민국 충청북도 청주시 서원구 분평동에 있는 공립 중학교이다.

## 학교 연혁
- 1993년 5월 27일 : 남성중학교 설립인가
- 1994년 1월 24일 : 교사 준공(보통교실 20, 특별실 2, 관리실 4)
- 1994년 3월 5일 : 개교 및 입학식
- 1995년 2월 28일 : 교사 증축(보통교실 14, 화장실 4)
- 1995년 6월 30일 : 교사 증축(보통교실 4, 특별실 8)
- 1997년 2월 11일 : 제1회 졸업식(754명)
- 1997년 4월 3일 : 테니스장 준공
- 1997년 8월 21일 : 사격장 준공
- 2003년 12월 5일 : 조리실·식당 준공
- 2023년 12월 21일 : 제28회 졸업식(224명, 총 10,004명)
- 2024년 3월 1일 : 제15대 김정희 교장 부임
- 2024년 3월 4일 : 2024학년도 입학식(8학급 224명)

## 참고 자료
- 남성중학교 - 한국교육학술정보원 학교알리미